# Ћелијска теорија
Ћелијска теорија говори о томе да се сва жива бића састоје из ћелија или барем једне ћелије. Немачки ботаничар Матијас Шлајден је 1838. године закључио да се све биљке састоје из ћелија, а Теодор Шван 1839, до истог закључка долази за животиње, чиме постављају основу ћелијске теорије.

## Радови који су претходили ћелијској теорији
Роберт Хук (1635—1703), познати британски физичар, математичар и архитекта, једно време се бавио и усавршавањем микроскопа. Посматрао је пресеке плуте под микроскопом и у делу Микрографија објављеном 1665. године објавио резултате тог посматрања. Уочио је велики број коморица, које подсећају на пчелиње саће и које су одвојене међусобно танким преградама. Коморице назива ћелије (cells) и тај назив се задржава и до данас. Тако је први назив за ћелију дат мртвим ћелијам од којих се у ствари виде само зидови.
Када је формулисан појам ћелије почела су истраживања њених делова и садржаја. Тако италијански професор медицине Марчело Малпиги (1628—1694) се усредсређује на истраживања ћелијске мембране. Први подаци детаљнијег садржаја ћелије потичу од италијанског ботаничара Бонавенути Кортија (1720—1813) који је у ћелијама алге Hara посматрао струјање цитоплазме (циколозис). Шкотски ботаничар Роберт Браун 1883. године први описује једро као саставни део ћелије, али не говори о његовим функцијама. Чешки зоолог Јоханес Пуркиње (1787—1869) први уводи појам протоплазма, а немачки зоолог Макс Шулц (1825—1884) поставља своју протоплазматичну доктрину. По тој доктрини свака ћелија је састављена од масе протоплазме у којој се налази једро.

## Класична ћелијска теорија
Шлајден и Шван постављају основе ове теорије по којој:
- су сви организми грађени од ћелија;
- су ћелије основне јединице живота на планети Земљи.

Двадесетак година касније, тачније 1858. године, немачки патолог Рудолф Вирхов допуњује ову теорију својом чувеном изреком свака ћелија из ћелије (лат. Omnis cellula e cellula), која значи да је свака ћелија настала деобом претходне ћелије, изузев самог порекла живота.

## Савремене поставке ћелијске теорије
Најбитније прихваћене савремене поставке ћелијске теорије су:
- ћелија је основна јединица грађе живих бића
- ћелија је функционална јединица јер је функција организма резултат активности самих ћелија; свака посебна ћелија може да обави одређену улогу, али чешће група ћелија (популација ћелија) врши одређену функцију
- свака ћелија настаје деобом претходне постојеће ћелије;
- наследне информације се приликом деобе преносе са ћелије на ћелију;
- ћелија је јединица размножавања, растења и развића; живот сваког организма почиње од ћелије, чијим деобама, пастом и развићем се развија и целокупан организам
- ћелија има сопствени метаболизам
- свака ћелија има одређену грађу и хемијски састав.